# Wightman Cup
Wightman Cup var en årligen återkommande turnering mellan amerikanska och brittiska damlandslag i tennis som spelades 1923 till 1989.

## Historik
Initiativet till Wightman Cup kom från den amerikanska tennisspelaren Hazel Hotchkiss Wightman som redan 1919 föreslog det internationella tennisförbundet (ILTF, the International Lawn Tennis Federation) att starta en lagtävling för damer enligt samma principer som herrtävlingen Davis Cup. Intresset var dock svalt, varför hon 1920 vände sig till det amerikanska förbundet (USLTA) med samma förslag. Hon skänkte samtidigt en pokal i form av en 61 cm hög och rikt dekorerad silvervas till USLTA, tänkt som vandringspokal i turneringen. Generellt var dock det internationella intresset för en sådan damturnering fortfarande svalt. Man ordnade då istället en årlig turnering mellan USA och Storbritannien, de länder som uppvisat störst intresse, och försåg silverpokalen med en inskription med lydelsen "Women's Lawn Tennis Team Championship between Great Britain and the United States" (översatt till svenska ungefär: "Mästerskap i lawntennis mellan damlag från USA och Storbritannien"). Turneringen gavs namnet "Wightman Cup".
Wightman Cup spelades första gången i augusti 1923 på West Side Tennis Club i Forest Hills, New York. Det amerikanska laget bestod av Hazel Hotchkiss Wightman, Molla Mallory, Helen Wills Moody och Eleanor Goss. I det brittiska laget spelade Kathleen McKane Godfree, A E Beamish, R C Clayton och B C Covell. Amerikanskorna vann med 7-0 i matcher. Hazel Hotchkiss Wightman fortsatte att delta i laget som aktiv spelare fram till 1928, varefter hon verkade 13 år som lagkapten. Hon gav aldrig upp sin dröm om en internationell tävling med flera deltagande lag, ungefär som Davis Cup. Genom åren stödde allt fler hennes idé, främst den legendariske australiske tennisspelaren och instruktören Harry Hopman och hans hustru Nell Hopman. År 1962 lyckades en tidigare brittisk Wightman Cup-spelare, Mary Hardwick Hare övertyga ILTF om att arrangera det som lagom till ILTF:s 50-årsjubileum 1963 kom att för första gången spelas som Federation Cup (officiell benämning numera Fed Cup).

## Organisation av Wightman Cup
Turneringen spelades årligen alternerande i USA och Storbritannien. Lagen bestod vardera av fyra till sju spelare som möttes i fem singel- och två dubbelmatcher. Fram till 1957 spelades alla matcher på gräsbanor, därefter skiftade underlaget. Uppehåll gjordes 1940-45.  Lagen möttes i augusti månad, från 1965 över tre speldagar.  Publikintresset var alltid stort. På grund av ändrade och tätare spelscheman för de professionella tennisspelarna upphörde turneringen som spelades sista gången 1989. USTA och Lawn Tennis Association meddelade tillsammans den 20 februari 1990 att tävlingen skulle avbrytas på grund av lågt intresse, efter årtatal av amerikansk dominans..

## Resultat och spelare
Genom åren spelade de flesta av två ländernas främsta damelit i Wightman Cup, som fortsatte att engagera tennisspelarna även efter det att Federation Cup startats 1963. USA noterade flest segrar, tillgänglig statistik från starten 1923 fram till och med 1989 anger USA som segrare 51 gånger mot tio för Storbritannien som vann sista gången 1978.
Förutom de ovan nämnda spelarna deltog också genom åren spelare som Dorothea Douglass Chambers, Darlene Hard, Doris Hart, Louise Brough, Maureen Connolly, Althea Gibson, Billie Jean King, Margaret duPont, Virginia Wade, Rosie Casals, Chris Evert och andra.

## Resultat
Totalt antal vinster  51 - 10 
| År         | Plats                              | Vinnare        | Resultat |
| ---------- | ---------------------------------- | -------------- | -------- |
| 1923       | Forest Hills, New York             | USA            | 7–0      |
| 1924       | Wimbledon, England                 | Storbritannien | 6–1      |
| 1925       | Forest Hills, New York             | Storbritannien | 4–3      |
| 1926       | Wimbledon, England                 | USA            | 4–3      |
| 1927       | Forest Hills, New York             | USA            | 5–2      |
| 1928       | Wimbledon, England                 | Storbritannien | 4–3      |
| 1929       | Forest Hills, New York             | USA            | 4–3      |
| 1930       | Wimbledon, England                 | Storbritannien | 4–3      |
| 1931       | Forest Hills, New York             | USA            | 5–2      |
| 1932       | Wimbledon, England                 | USA            | 4–3      |
| 1933       | Forest Hills, New York             | USA            | 4–3      |
| 1934       | Wimbledon, England                 | USA            | 5–2      |
| 1935       | Forest Hills, New York             | USA            | 4–3      |
| 1936       | Wimbledon, England                 | USA            | 4–3      |
| 1937       | Forest Hills, New York             | USA            | 6–1      |
| 1938       | Wimbledon, England                 | USA            | 5–2      |
| 1939       | Forest Hills, New York             | USA            | 5–2      |
| 1940– 1945 | Inställt (andra världskriget)      |                |          |
| 1946       | Wimbledon, England                 | USA            | 7–0      |
| 1947       | Forest Hills, New York             | USA            | 7–0      |
| 1948       | Wimbledon, England                 | USA            | 6–1      |
| 1949       | Haverford, Pennsylvania            | USA            | 7–0      |
| 1950       | Wimbledon, England                 | USA            | 7–0      |
| 1951       | Chestnut Hill, Massachusetts       | USA            | 6–1      |
| 1952       | Wimbledon, England                 | USA            | 7–0      |
| 1953       | Rye, New York                      | USA            | 7–0      |
| 1954       | Wimbledon, England                 | USA            | 6–0      |
| 1955       | Rye, New York                      | USA            | 6–1      |
| 1956       | Wimbledon, England                 | USA            | 5–2      |
| 1957       | Sewickley, Pennsylvania            | USA            | 6–1      |
| 1958       | Wimbledon, England                 | Storbritannien | 4–3      |
| 1959       | Sewickley, Pennsylvania            | USA            | 6–1      |
| 1960       | Wimbledon, England                 | Storbritannien | 4–3      |
| 1961       | Chicago, Illinois                  | USA            | 6–1      |
| 1962       | Wimbledon, England                 | USA            | 4–3      |
| 1963       | Cleveland, Ohio                    | USA            | 6–1      |
| 1964       | Wimbledon, England                 | USA            | 5–2      |
| 1965       | Cleveland, Ohio                    | USA            | 5–2      |
| 1966       | Wimbledon, England                 | USA            | 4–3      |
| 1967       | Cleveland, Ohio                    | USA            | 6–1      |
| 1968       | Wimbledon, England                 | Storbritannien | 4–3      |
| 1969       | Cleveland, Ohio                    | USA            | 5–2      |
| 1970       | Wimbledon, England                 | USA            | 4–3      |
| 1971       | Cleveland, Ohio                    | USA            | 4–3      |
| 1972       | Wimbledon, England                 | USA            | 5–2      |
| 1973       | Brookline, Massachusetts           | USA            | 5–2      |
| 1974       | Queensferry, Wales                 | Storbritannien | 6–1      |
| 1975       | Cleveland, Ohio                    | Storbritannien | 5–2      |
| 1976       | Wimbledon, England                 | USA            | 5–2      |
| 1977       | Oakland, Kalifornien               | USA            | 7–0      |
| 1978       | Royal Albert Hall, London, England | Storbritannien | 4–3      |
| 1979       | West Palm Beach, Florida           | USA            | 7–0      |
| 1980       | Royal Albert Hall, London, England | USA            | 5–2      |
| 1981       | Chicago, Illinois                  | USA            | 7–0      |
| 1982       | London, England                    | USA            | 6–1      |
| 1983       | Williamsburg, Virginia             | USA            | 6–1      |
| 1984       | Royal Albert Hall, London, England | USA            | 5–2      |
| 1985       | Williamsburg, Virginia             | USA            | 7–0      |
| 1986       | Royal Albert Hall, London, England | USA            | 7–0      |
| 1987       | Williamsburg, Virginia             | USA            | 5–2      |
| 1988       | London, England                    | USA            | 7–0      |
| 1989       | Williamsburg, Virginia             | USA            | 7–0      |